# Debro
Debro este o localitate din comuna Laško, Slovenia, cu o populație de 158 de locuitori.